# Lourdes García Sogo
Lourdes García Sogo (Valencia, 1959) es una arquitecta española.

## Biografía
Nacida en 1959 en Valencia, es profesora asociada de la Universidad Politécnica de Valencia. Entre sus proyectos se encuentran el Centro de Información del Metro de Valencia (1994), el Mirador de Pedreguer (1995) y tres estaciones de la línea 3 del Metro de Valencia (Machado, Benimaclet y Facultats-Manuel Broseta), que realizó junto Carlos Meri Cucart.
También ha llevado a cabo proyectos para las estaciones depuradoras de aguas residuales de Camp de Turia (1993) y Gandía (1996) y las plantas de tratamiento de residuos sólidos urbanos de San Román de la Vega, León (2000), Cuenca (2000) y Villena (2002).
Fue una de las participantes en Sociópolis, Proyecto Avanzado de Ciudad Social, una propuesta de vivienda colectiva en Valencia para nuevas unidades familiares, El proyecto quedó paralizado a causa de la crisis económica y el pinchazo de la burbuja inmobiliaria.